# Édouard Husson

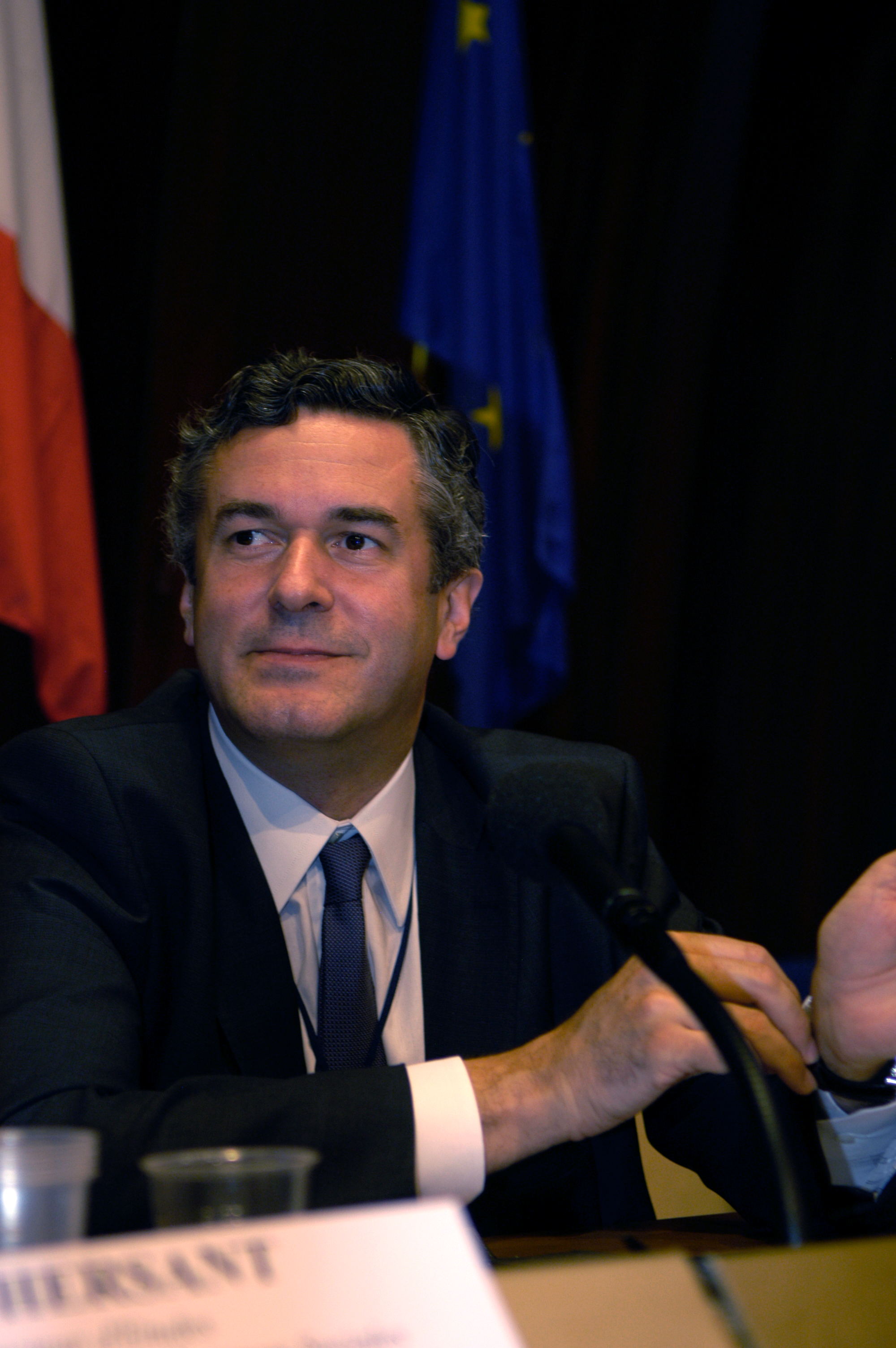
Édouard Husson (2012)

Édouard Husson (* 23. März 1969) ist ein französischer Historiker.

## Leben
Husson studierte Geschichte an der École normale supérieure de Paris und wurde 1998 an der Universität Paris IV promoviert; sein wichtigster Lehrer war Ian Kershaw. Danach war er als Dozent und Forscher tätig, u. a. von 1995 bis 1998 an der Robert Schuman University in Strasburg, von 1999 bis 2001 am Institut für Zeitgeschichte in München, von 2001 bis 2009 am Institut d’études politiques de Paris bzw. Sorbonne und 2006 am United States Holocaust Memorial Museum in Washington, D.C.
Von 2009 bis 2010 war er Berater des französischen Bildungsministers Luc Chatel (UMP) und Generalsekretär des Council for the Development of Humanities and Social Sciences. Ab 2010 war er Vice-Chancelier der Paris Universitas. Er ist Professor für Geschichte der internationalen Beziehungen an der Université de Picardie Jules Verne in Amiens und spezialisiert auf den Nationalsozialismus. 2012 wurde er zum Generalsekretär der ESCP Europe gewählt. Am 4. Juni 2014 wurde das Arbeitsverhältnis beendet. Er ist Ehrendoktor der Academia Brasileira de Filosofia.
Husson ist verheiratet und hat fünf Kinder.

## Schriften (Auswahl)
- L’Europe contre l’amitié franco-allemande: des malentendus à la discorde. de Guibert, Paris 1998, ISBN 2-86839-516-3.
- Comprendre Hitler et la Shoah: les historiens de la République Fédérale d’Allemagne et l’identité allemande depuis 1949. Presses Univ. de France, Paris 2000, ISBN 2-13-050301-2.
- Une autre Allemagne. Gallimard, Paris 2005, ISBN 2-07-075666-1.
- Heydrich et la solution finale. Perrin, Paris 2008, ISBN 978-2-262-01784-2.